# Málinec
Málinec es un municipio del distrito de Poltár en la región de Banská Bystrica, Eslovaquia, con una población estimada a final del año 2024 de 1393 habitantes.
Se encuentra ubicado en el centro de la región, cerca del río Ipoly —un afluente izquierdo del Danubio— y de la frontera con Hungría.

## Demografía
| Año        | 1994 | 2004    | 2014    | 2024    |
| ---------- | ---- | ------- | ------- | ------- |
| Población  | 1502 | 1458    | 1504    | 1393    |
| Diferencia |      | −2,92 % | +3,15 % | −7,38 % |

| Año        | 2023 | 2024    |
| ---------- | ---- | ------- |
| Población  | 1381 | 1393    |
| Diferencia |      | +0,86 % |